# Словообразование междометий
Словообразова́ние междоме́тий — процесс образования междометий от производящей базы другого междометия либо других частей речи. Характеризуется тем, что аффиксация используется редко, исключительно в стилистических целях. Различают такие виды образования междометий:
- аффиксный: шутл. аиньки? ← а?; охохонюшки ← о-хо-хо; на-ка ← на;
- безаффиксные:
  - сращение: скажите на милость!; вот тебе на!
  - сложение: кис-кис-кис; цып-цып-цып;
  - конверсия: Скажите! Брось!